# Хлыстовка (Краснинский район)
Хлыстовка — деревня в Краснинском районе Смоленской области России. Входит в состав Красновского сельского поселения. Население — 43 жителя (2007 год). 
Расположена в западной части области в 18 км к северо-западу от Красного, в 2 км южнее автодороги М1 «Беларусь», на берегу реки Днепр. В 1 км западнее деревни расположена железнодорожная станция Остановочный пункт 478-й км на линии Москва — Минск. 

## История
В годы Великой Отечественной войны деревня была оккупирована гитлеровскими войсками в июле 1941 года, освобождена в сентябре 1943 года. 